# Rhododendron aganniphum
Rhododendron aganniphum là một loài thực vật có hoa trong họ Thạch nam. Loài này được Balf. f. & Kingdon-Ward miêu tả khoa học đầu tiên năm 1917.

## Hình ảnh

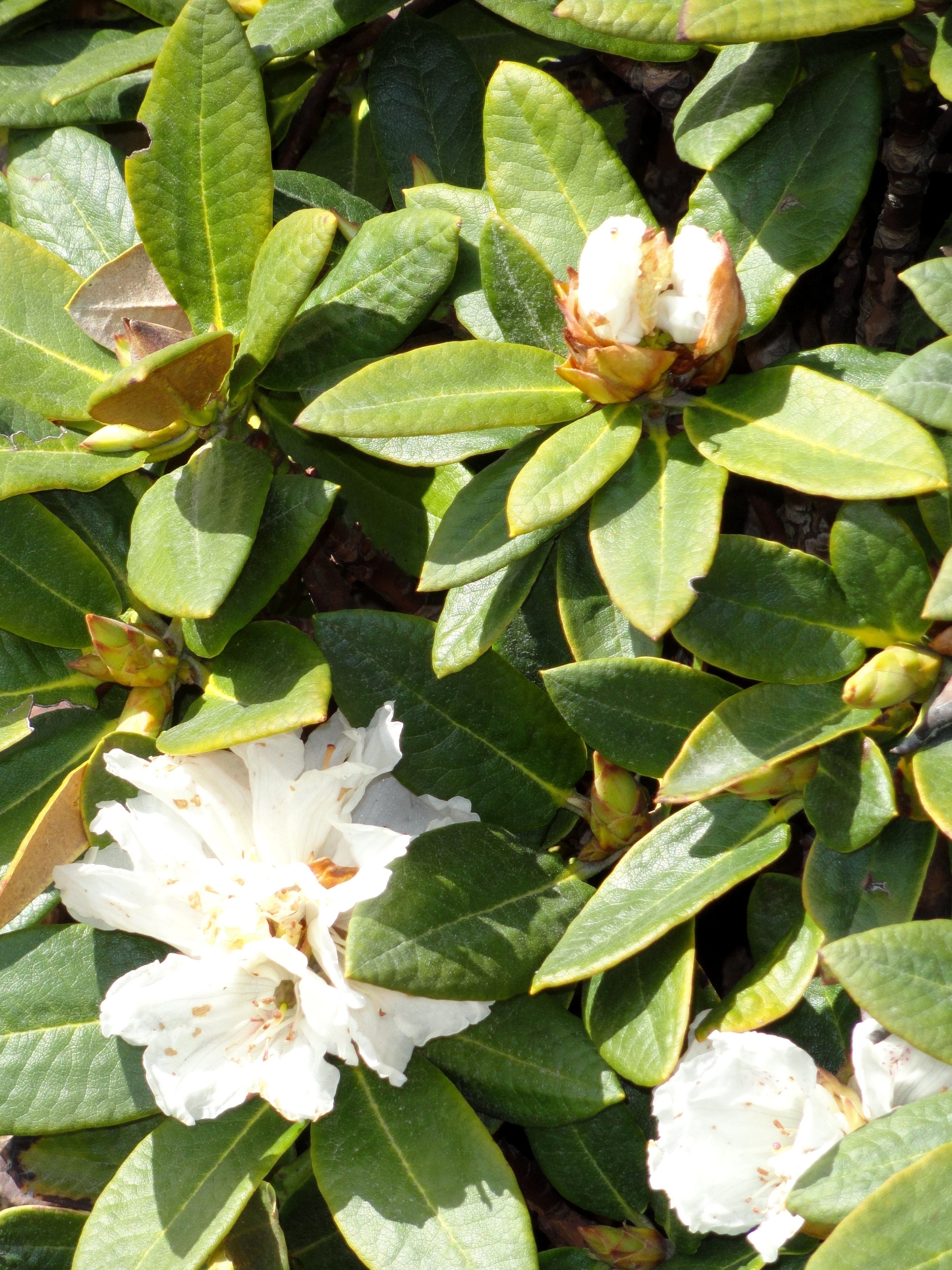
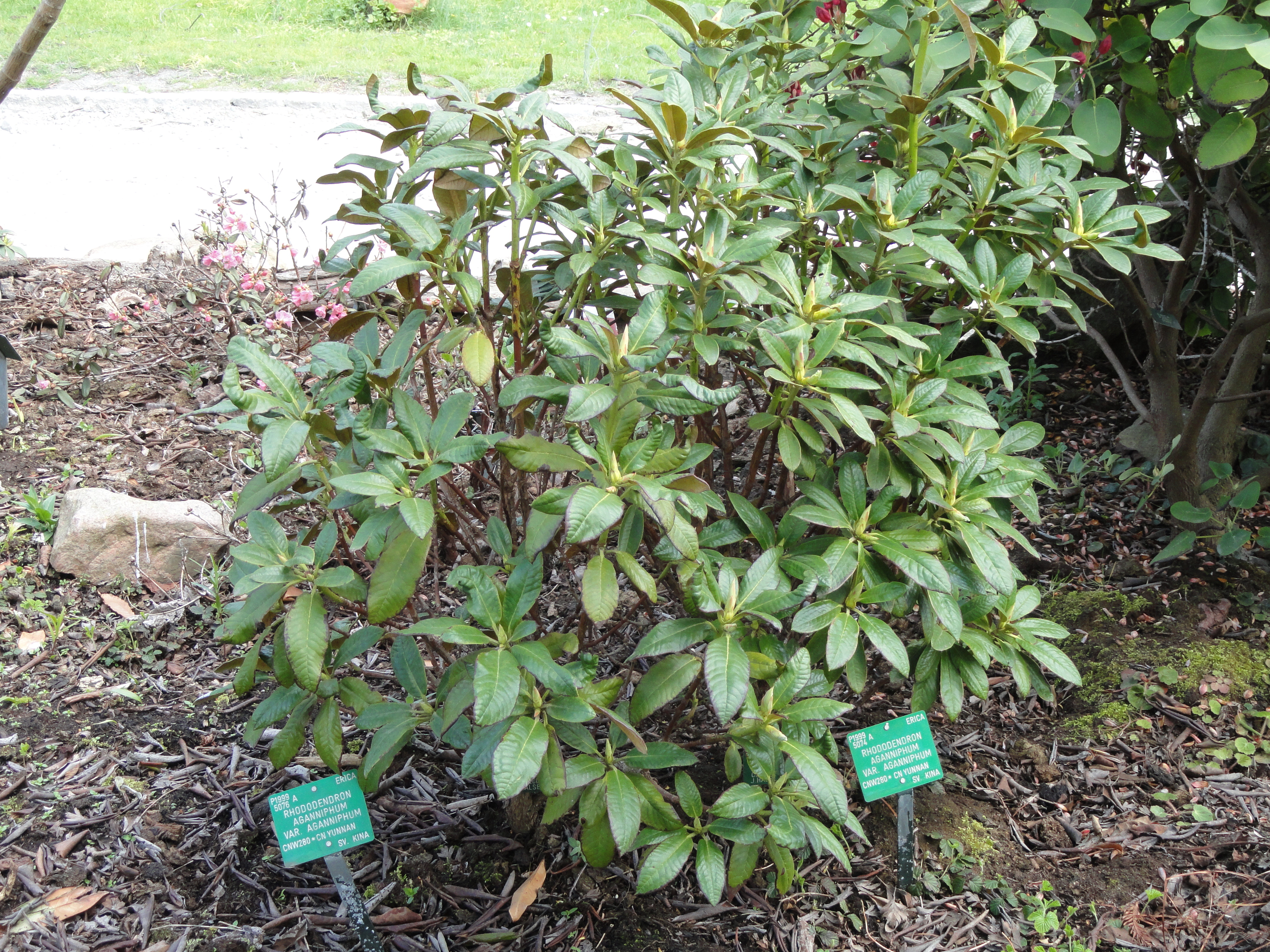